# Kittajaur
Kittajaur (även Kitajaur) är en ort och trafikplats mellan Kåbdalis och Jokkmokk i Jokkmokks kommun, Norrbottens län. I oktober 2016 fanns det enligt Ratsit fem personer över 16 år registrerade med Kittajaur som adress.